# Капская олуша
Капская олуша (лат. Morus capensis) — вид птиц из семейства олушевых. Близка к австралийской олуше, от которой отличается незначительно.

## Описание
Крупная птица с чёрно-белым оперением. Клюв бледно-голубой. Длина тела взрослых особей 84—94 см, размах крыльев 171—185 см, масса около 2,6 кг. Ныряя, птица входит в воду со скоростью 2,87±1,53 м/сек в зависимости от высоты полёта.

## Поведение
Пары могут оставаться вместе по несколько лет. На гнезде птицы практикуют своеобразные ритуалы приветствия. Капские олуши питаются рыбой, ныряя в море со значительной высоты, чтобы поймать её.

## Статус и распространение
Естественный ареал: Ангола, Мозамбик, Намибия, ЮАР.

### Залёты
Существует некоторое количество не подтверждённых исторических и один неплохо задокументированный случай залётов капских олуш в Северную Атлантику.
- Яйцо капской олуши